# Acclaim Entertainment
Az Acclaim Entertainment, Inc. amerikai videójáték-fejlesztő és -kiadó cég volt, melynek székhelye a New York-i Glen Cove városában volt. A vállalatot Greg Fischbach, Robert Holmes és Jim Scoroposki alapította 1987-ben egy Oyster Bay-i kirakatból, a cég később egy felvásárlási sorozat keretében nemzetközi fejlesztőcsapatot alakított ki az 1990-es évek végén és a 2000-es évek elején. Az Acclaim 2004 szeptemberében 7. cikkely szerinti csődeljárást kezdeményezett miután a 2003-as üzleti év gyenge pénzügyi hozamot eredményezett. A vállalat ingóságait ezt követően árverésre bocsátották és azokat különböző cégek vásárolták meg.

## Története
Az 1980-as évek elején Greg Fischbach az Activision nevű amerikai videójátékokkal foglalkozó cég alkalmazottja volt, ahol Robert Holmes és Jim Scoroposki társaságában dolgozott. Később kilépett az Activisiontől, hogy az RCA Recordsnál dolgozhasson, azonban azt nem sokkal később felvásárolta a Bertelsmann és Fischbach munkanélküli lett. 1987-ben Oyster Bayben összefutott Scoroposkival, aki egy üzletkötő céget vezetett a városban, hogy egy lehetséges közös vállalkozásról tárgyaljanak. Miután Scoroposki azt javasolta, hogy térjenek vissza a videójáték-iparba, felkeresték Holmest, hogy csatlakozzon hozzájuk, majd hárman közösen megalapították az Acclaim Entertainmentet. Az Acclaim a kezdeti éveiben kizárólag videójáték-kiadóként tevékenykedett; külsős fejlesztőket bízott meg az ötleteik megvalósítására vagy külföldi játékokat lokalizált. Ahogy a vállalat bevételei növekedtek, úgy vásárolt fel néhány független fejlesztőstúdiót, köztük az austini székhelyű Iguana Entertainmentet; a londoni Probe Entertainmentet és a Salt Lake City-i Sculptured Software-t.
A vállalat azért kapta az Acclaim nevet, mivel annak betűrendben előrébb kellett állnia az alapítók korábbi munkahelyéül szolgáló Activisionnél, valamint a szintén egykori Activision-alkalmazottak által alapított Accolade-nél. Ez a cégelnevezési formula gyakori volt az Activision egykori alkalmazottai körében, mivel az Activision alapítói is ezt a gyakorlatot követték az Ataritól való távozásuk után.
Az Acclaim számtalan terméke népszerű képregény, televíziós sorozat vagy film licence alapján készült. Az 1990-es évek elejétől közepéig ezek mellett a Midway Games számos játéktermi játékának, így a Mortal Kombat sorozat tagjainak átírásáért is a cég felelt. Mindezek mellett több olyan játékot is megjelentettek, amelyek eredeti kiadójának akkoriban nem volt észak-amerikai részlege, így például a Technōs Japan Double Dragon II: The Revenge című játékát vagy a Taito Bust-a-Move sorozatának tagjait.
Az Acclaim az 1990-es évek jelentős hányadában a világ egyik legsikeresebb konzoljáték-kiadója volt. Az 1994 augusztusában véget ért üzlet évben 481 millió dolláros profitot termelt a cég, mely a következő évre 585 millió dollárra ugrott.
A vállalat 1995-ben felvásárolta a Sculptured Software, az Iguana Entertainment és a Probe Entertainment cégeket, majd azokat belsős fejlesztőstúdiókká alakította át, amiket 1999. és 2004. között kollektívan Acclaim Studios néven ismertek. Az Acclaim 1996 januárjában tovább erősítette a videójátékos ágát, miután exkluzív jogokat vásárolt a Taito játékainak nyugati féltekén való megjelentetésére. A vállalat székhelyén egy motion capture-stúdió is helyet kapott, ezzel az Acclaim volt az első videójátékokkal foglalkozó cég, ami saját motion capture-stúdióval rendelkezett.
Az Acclaim tevékenységének egyik kevésbé prominens ágazata volt a videójátékaihoz kapcsolódó stratégiai útmutatók írása és megjelentetése, valamint a nagyobb pénzbevételt hozó márkaneveikkel kapcsolatos „különleges kiadású” képregényfüzetek megjelentetése az Acclaim Comics leányvállalaton keresztül. Mindezek mellett az azóta is széles körben alkalmazott ASF/AMC motion capture-fájlformátum is a céghez köthető.
Az Acclaim hosszan tartó kapcsolatot ápolt a World Wrestling Federationnel, amelyet az 1989-ben megjelent WWF WrestleMania című játékkal indítottak el. Ennek ellenére 1999-ben a WWF váratlanul átszerződött a THQ-hoz, miután az Acclaim nem tudta tartani a THQ/AKI World Championship Wrestling-játékainak sikerét a Monday Night Wars alatt. Ezek után Acclaim megvásárolta az Extreme Championship Wrestling licenceit, majd kettő közös játékot is megjelentetett a szervezettel. Az ECW 2001-ben csődöt jelentett, miközben még az Acclaimnek is tartozott pénzzel. A kiadó az utolsó éveiben további három pankrációs játékot jelentetett meg a Legends of Wrestling márkanév alatt.
Az Acclaim a 2004-es év alatt pénzügyi problémákkal küszködött a videójátékai gyenge kereskedelmi teljesítménye miatt. E miatt többek között bezárták az angliai Acclaim Studios Cheltenham és Acclaim Studios Manchester leányvállalatokat, illetve 11-es cikkely szerinti csődvédelmet inditottak az anyacégre, így sok alkalmazott fizetés nélkül maradt. Az angliai stúdiók a bezárás pillanatában az Emergency Mayhem, az ATV Quad Power Racing 3, a The Last Job, az Interview with a Made Man és a Kung Faux című játékokon dolgoztak.
2004. augusztus 20-án az Acclaim a GMAC Commercial Finance-szel, az első számú hitelezőjükkel kötött szerződése lejárt, majd a cég augusztus 27-én az összes létesítményét bezárta, amely során az austini és a New York-i stúdiók összes alkalmazottját elbocsátották. Az Acclaim a bezárások előtt, 2004. március 31-én 585 főt foglalkoztatott világszerte. Az Acclaim augusztus 30-án bejelentette, hogy csődbe ment, majd szeptember 1-jén a Central Islipben 7-es cikkely szerinti csődeljárást indított az Egyesült Államok csődbíróságánál. Egy 2005 szeptemberében ugyanezen a bíróságon beadott 150 millió dollár kártérítést igénylő panasz bűnösnek nyilvánította ki Fischbach és Scorposki alapítókat, valamint Rodney Cousens, Gerard F. Agoglia, Edmond P. Sanctis, Bernard Fischbach, James Scibelli, Robert H. Groman és Michael Tannen vállalati vezetőket az Acclaim csődeljárási indítványa előtt nem sokkal keletkezett pénzügyi veszteségei miatt.
A cheltenhami és a manchesteri stúdiók 2004 októberi Exclaim néven való újranyitása sikertelen lett a szellemi jogtulajdonokon való jogi civódások miatt, melyben az amerikai és a brit adminisztrátorok is jogot igényeltek rájuk.
2005 augusztusában Howard Marks egykori Activision-vezérigazgató 100 000 dollárért felvásárolta az „Acclaim” márkanevet. Marks 2006 elején Acclaim Games néven céget alapított. A vállalat az interneten keresztüli többjátékos játékaival elsősorban az amerikai és a brit tinédzserkor alatti gyermekeket célozta meg. Az Acclaim második iterációja kapcsolódási és fizetési hibák, valamint a tisztességtelen játékosokkal szembeni fellépés hiánya miatt nem teljesített jól, a Los Angeles-i/dél-kaliforniai Better Business Bureau szervezettől is „F” besorolást kapott.

## A cég tulajdonainak elárverezése
Az Acclaim egykori szellemi jogtulajdonait 2005-ben aukciók keretében kiárusították. A Dave Mirra Freestyle BMX és az ATV: Quad Power Racing sorozatokat a Crave Entertainment, a Juicedot a THQ, az Emergency Mayhemet a Codemasters, az Interview with a Made Mant az Acclaim Studios Manchester egykori alkalmazottai, míg a The Red Start az XS Games vette meg.
2006-ban a Throwback Entertainment több mint 50 Acclaim-játék jogát vásárolta meg, majd kijelentette, hogy a Re-Volt, az Extreme-G, a Gladiator: Sword of Vengeance, a Vexx, a Fur Fighters és számos egyéb sorozatból készít új játékokat. Az Acclaim székhelyét 2004 novemberében Anthony Pistilli a Pistilli Realty Group vezérigazgatója vásárolta meg a 6 millió dollárért.
2010 júliusában a dél-koreai székhelyű We Go Interactive megvásárolta a Re-Volt, az RC Revenge és a Taito által fejlesztett RC de Go! jogait a Throwbacktől.
2018 októberében a Liquid Media Group 1 millió dollárért megvásárolta 65 egykori Acclaim-játék jogát a Throwbacktől. Ez elsősorban az NBA Jam, az AFL Live, az All-Star Baseball és az NFL Quarterback Club sorozatokra, valamint egyes az Acclaim által megjelentetett Taito-játékokra terjedt ki.

## Botrányok
Az Acclaim a csőd felé vezető útja során több vitatott üzleti és marketingdöntést hozott az Egyesült Királyságban. Példának okáért a Turok: Evolution promóciójának keretében 6000 fontos díjat ajánlott fel azon brit szülőknek, akik „Turok”-nak nevezik el az újszülöttüket, illetve 500 fontot és egy Xbox konzolt azoknak, akik hivatalosan Turokra cserélik a nevüket. A cég állítása szerint a felhívásra több ezren jelentkeztek, azonban végül csak öt személy neveztette át magát, a cég állítása szerint hivatalosan. Később kiderült, hogy mindegyikük felbérelt színész volt. Másik hasonló eset volt, amikor a Shadow Man: Second Coming promóciójának keretében igazi sírköveken próbáltak meg promóciós felületet vásárolni.
A vállalat a Burnout 2: Point of Impact promóciójának részeként felajánlotta, hogy bármely brit sofőrnek kifizeti a gyorshajtási birságát. A brit kormány negatív reakciója után a promóciót végül nem tartották meg.
Az Acclaimet az Egyesült Államokban több alkalommal is beperelték, többször a korábbi partnereik.
Mary-Kate és Ashley Olsen kifizetetlen jogdíjak miatt perelte be a céget.
A BMX sorozat utolsó játékát, a BMX XXX-et meztelenséggel és félmeztelenséggel (például sztriptíztáncosokat és meztelen női BMX-ezőket ábrázoló full motion videók) töltötték meg a nagyobb eladások reményében. Azonban a BMX XXX az Acclaim utolsó éveiben megjelent legtöbb játékához hasonlóan gyenge eladásokat produkált és a szexuális tartalma és a gyenge játékmenete miatt nevetség tárgyává vált. Dave Mirra nyilvánosan elhatárolódott a játéktól, kijelentve, hogy ő nem vett részt a meztelenség bevonására vonatkozó döntésben, majd beperelte az Acclaimet, attól tartva, hogy kapcsolatba hozzák a BMX XXX-szel.
A céget a befektetői is beperelték, azt állítva, hogy a vállalat vezetősége félrevezető pénzügyi jelentéseket tett közzé.
1997-ben, két évvel a Sculptured Software felvásárlása után – amely idő alatt a cég szigorúan betartott szerződéseket és a szerződések teljes időtartama alatt átszálló részvényeket biztosított – az Acclaim a Salt Lake-i stúdió munkavállalóinak körülbelül felét elbocsátotta, ezzel megszegve a munkaszerződésükben kötött feltételeket. Az elbocsátás olyan váratlanul történt, hogy az alkalmazottaknak egy észszerű végkielégítési csomag (aminek a feltételei több alkalommal is megváltoztak az elbocsátások utáni hetekben) és a per elkerülése vagy a további hitelezőkhöz való csatlakozás és a per mellett kellett dönteniük, így pedig nem tarthatnak igényt végkielégítésre. 2007-ben a részvényesek védelmére benyújtott számos közös polgári peres eljárás egyike sikerrel járt, így néhány alkalmazott pénzhez juthatott a részvényeikből.

## Fordítás
- Ez a szócikk részben vagy egészben  az   Acclaim Entertainment című angol Wikipédia-szócikk ezen változatának fordításán alapul.  Az eredeti cikk szerkesztőit annak laptörténete sorolja fel. Ez a jelzés csupán a megfogalmazás eredetét és a szerzői jogokat jelzi, nem szolgál a cikkben szereplő információk forrásmegjelöléseként.